# Polyrhachis tragos
Polyrhachis tragos är en myrart som beskrevs av Hermann Stitz 1925. Polyrhachis tragos ingår i släktet Polyrhachis och familjen myror. Inga underarter finns listade i Catalogue of Life.